# Scipio Slataper
Scipio Slataper (Trieste, Itàlia, 14 de juliol de 1888 - Podgora, Gorizia, 3 de desembre de 1915) fou un escriptor italià, la seva obra més coneguda és Il mio Carso. És, junt amb Italo Svevo, un dels escriptors més coneguts de Trieste.

## Biografia
Nascut a la ciutat de Trieste (aleshores part de l'Imperi Austrohongarès) en una família de classe mitjana d'orígens italians i bohemis. Un cop acabats els estudis bàsics, es traslladà a Florència per estudiar filologia. Finalment, es va llicenciar amb una tesi sobre el dramaturg noruec Henrik Ibsen. Allà va col·laborar a la revista literària La Voce, editada per Giuseppe Prezzolini i Giovanni Papini. També va començar a escriure assaigs i articles sobre la situació cultural i literària de Trieste. De les seves amistats, formaven part el periodista i crític Giulo Caprin, l'escriptor Giani Stuparich, la seva dona Elody Oblath i el seu germà Carlo Stuparich. Així com el crític literari Silvio Benco o els poetes Umberto Saba, Virgilio Giotti i Biagio Marin. A l'esclat de la Primera Guerra Mundial es va allistar com a voluntari a l'exèrcit italià, on va aconseguir el grau de tinent al regiment dels Granaders de Sardenya. Va morir en la batalla de la muntanya Podgora a prop de Gorizia. Pel seu sacrifici va ser guardonat amb la medalla de plata al valor militar.

## Anàlisi de la seva obra
Després del suïcidi de la seva parella Anna Pulitzer, el 1910, Slataper es traslladà a Ocizla, un poble situat a l'altiplà del Carso. Allà va escriure la seva obra més famosa: Il mio Carso, considerada una de les obres mestres de la prosa italiana de finals de segle. Amb un to líric i amb influències de Nietzsche, l'obra és vitalista, però també conté crítiques als italians que tenien prejudicis anti-eslaus. Va ser publicada a Florència el 1912 i traduïda al francès el 1921 per Benjamin Crémieux, cosa decisiva en la creixent fama durant la dècada de 1920 a Europa.

## Obra
- Il mio Carso, 1912.
- I confini necessari all'Italia, 1915.
- Le strade d'invasione dall'Italia in Austria. Fella, Isonzo, Vipacco, Carso, 1915.
- Ibsen, 1916.
- Scritti letterari e critici
- Scritti politici
- Lettere
- Epistolario
- Appunti e note di diario
- Alle tre amiche. Lettere
- Le lettere a Maria
- Confini orientali
- Lettere triestine. Col seguito di altri scritti vociani di polemica su Trieste
- Passato ribelle. Dramma in un atto
- Terremoto nella Marsica. Scipio Slataper inviato speciale
- Scipio e Maria. Un amore ingenuo. Poesie, 1905.